# Niszczyciele typu Capitán Orella
Niszczyciele typu Capitán Orella – chilijskie niszczyciele z przełomu XIX i XX wieku. W 1896 roku w brytyjskiej stoczni Cammell Laird w Birkenhead zbudowano cztery okręty tego typu. Jednostki weszły w skład Armada de Chile w tym samym roku. Trzy okręty skreślono z listy floty w 1924 roku, a ostatni – „Lientur” – zakończył służbę w 1930 roku.

## Projekt i budowa
Niszczyciele typu Capitán Orella zostały zamówione przez rząd Chile w Wielkiej Brytanii, podobnie jak pozyskane kilka lat wcześniej większe jednostki – dwie kanonierki torpedowe typu Almirante Lynch i zamówioną w tym samym czasie kanonierkę „Almirante Simpson” . Okręty miały stalowy kadłub, wypukłą część dziobową i równomiernie rozmieszczone cztery kominy . W momencie pozyskania były najnowocześniejszymi jednostkami swojej klasy w Ameryce Łacińskiej .
Wszystkie jednostki typu Capitán Orella zostały zbudowane w brytyjskiej stoczni Cammell Laird w Birkenhead. Wodowanie czterech niszczycieli odbyło się w 1896 roku .
| Okręt                    | Stocznia      | Wodowanie | Wejście do służby |
| ------------------------ | ------------- | --------- | ----------------- |
| „Capitán Orella”         | Cammell Laird | 1896      | 1896              |
| „Capitán Muñoz Gamero”   | Cammell Laird | 1896      | 1896              |
| „Teniente Serrano”       | Cammell Laird | 1896      | 1896              |
| „Guardiamarina Riquelme” | Cammell Laird | 1896      | 1896              |

## Dane taktyczno-techniczne

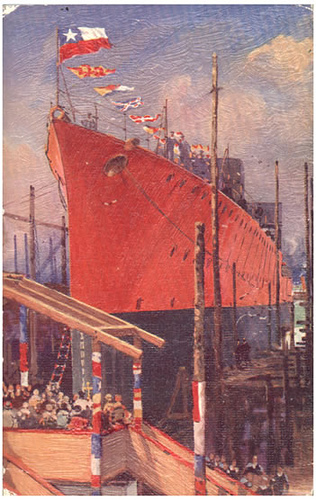
Wodowanie „Teniente Serrano”

Okręty były niszczycielami o długości między pionami 64,9 metra, szerokości 6,55 metra i zanurzeniu 1,79 metra . Wyporność normalna wynosiła 300 ton. Siłownię okrętów stanowiły dwie maszyny parowe potrójnego rozprężania o łącznej mocy 6250 KM, do których parę dostarczały cztery kotły Normand . Prędkość maksymalna napędzanych dwiema śrubami okrętów wynosiła 30 węzłów. Okręty zabierały zapas 90 ton węgla, co zapewniało zasięg wynoszący 3000 Mm przy prędkości 13 węzłów . 
Na uzbrojenie artyleryjskie okrętów składały się: umieszczone na dziobie pojedyncze działo kalibru 76 mm (3 cale) Armstrong L/40 i pięć pojedynczych 6-funtowych dział kal. 57 mm Hotchkiss L/40 . Broń torpedową stanowiły dwie pojedyncze pokładowe obracalne wyrzutnie kal. 450 mm (18 cali): jedna na śródokręciu i jedna w części rufowej 
Załoga pojedynczego okrętu składała się z 65 oficerów, podoficerów i marynarzy .

## Służba
Wszystkie okręty typu Capitán Orella zostały przyjęte w skład Armada de Chile w 1896 roku . Na próbach prędkości przeprowadzonych w 1897 roku niszczyciele osiągnęły od 30 do 30,4 węzła. Pierwsze trzy jednostki („Capitán Orella”, „Capitán Muñoz Gamero” i „Teniente Serrano”) wycofano ze służby w 1924 roku i następnie złomowano . Ostatni niszczyciel „Guardiamarina Riquelme”, po zmianie nazwy na „Lientur” w 1924 roku, służył do roku 1930 .